# 光明塚・光明南塚古墳
光明塚・光明南塚古墳（こうみょうづか・こうみょうみなみづかこふん）は、大阪府岸和田市にある古墳である。

## 概要
久米田寺の西北隅北側山林と南側の古い墓地の中に存在する古墳である。
北側の墳丘は、光明塚と呼ばれる墳丘で、南側は、光明南塚と呼ばれている。
南・北の墳丘の中間には、幅約６メートルの通路が東西に通っている。
北墳の形が、東西向きの前方後円墳の前方部に似ているので、２基の円墳ではなく、１基の前方後円墳の可能性もある。